# Classe K (sommergibile Unione Sovietica)
La classe K, anche detta classe Katjusa o Serie XIV, fu una classe di sommergibili della Marina militare sovietica, composta da undici unità entrate in servizio tra il 1939 e il 1944 (più una dodicesima mai completata).
Le unità subacquee di più grandi dimensioni in servizio con la flotta sovietica durante la seconda guerra mondiale, i classe K furono assegnati alla Flotta del Nord (sei unità) e alla Flotta del Baltico (cinque unità), operando contro la Germania nazista nell'ambito delle operazioni del teatro dell'Artico e del teatro del Mar Baltico; cinque unità, tutte della Flotta del Nord, andarono perdute per cause belliche nel corso del conflitto.
I classe K superstiti furono radiati dal servizio tra gli anni 1950 e gli anni 1970 e avviati alla demolizione; una unità, il K-21, è stata preservata come nave museo ed è ancora in mostra a Murmansk.

## Caratteristiche

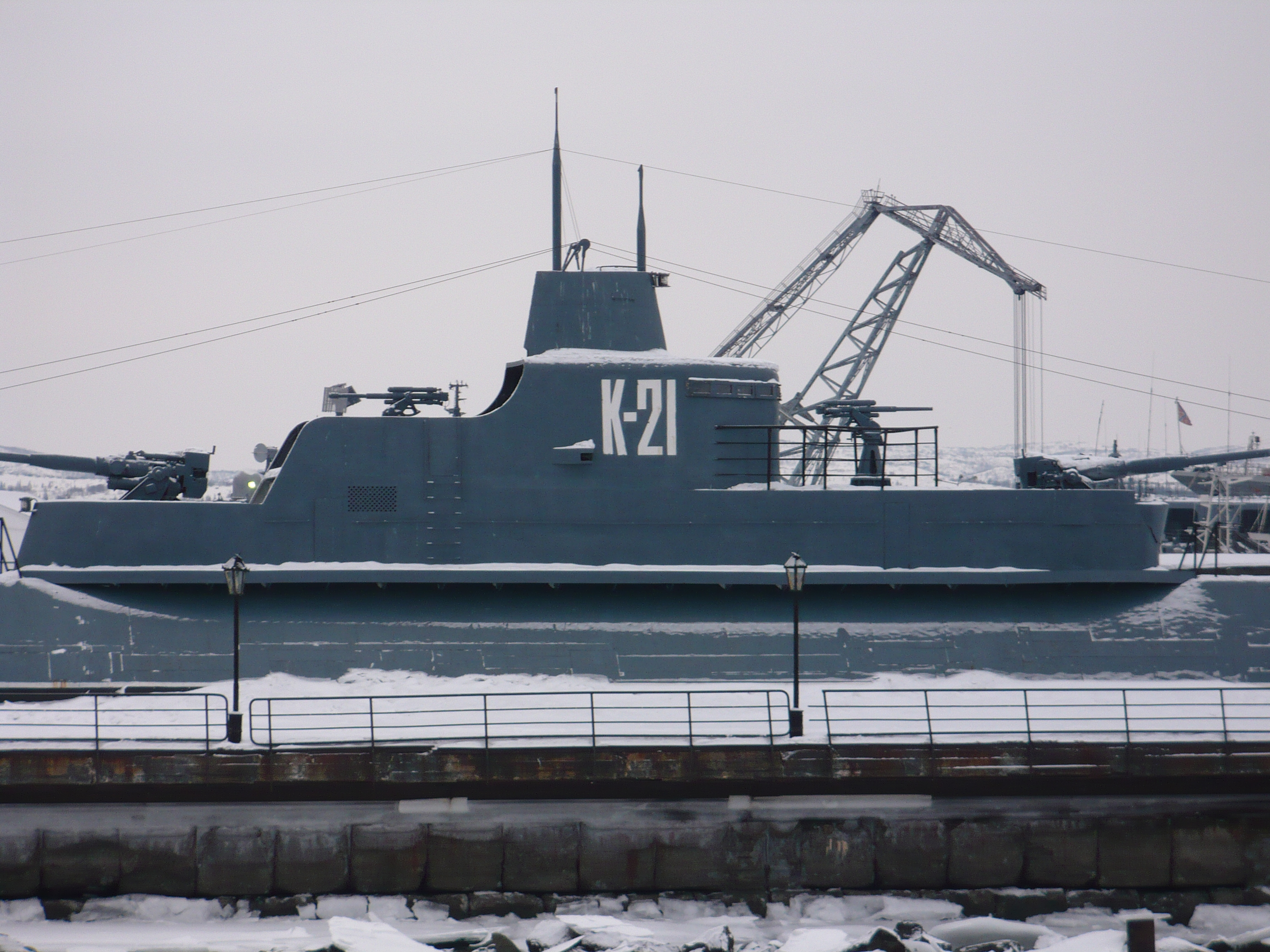
La torre del K-21 in mostra a Murmansk; si notano i due pezzi da 100 mm (alle due estremità) e i più piccoli cannoni antiaerei da 45 mm

I classe K erano una versione migliorata e corretta dei precedenti battelli della classe Pravda del 1936-1937, giudicati come poco riusciti e affetti da gravi problemi tecnici che imposero una totale rivisitazione del loro progetto. Come i predecessori, i classe K erano grossi "sommergibili incrociatori", dotati di un potente armamento di artiglieria (per essere delle unità subacquee) e di velocità e autonomia sufficienti a operare a fianco delle navi di superficie della flotta; i classe K furono i più grandi sommergibili prodotti nei cantieri sovietici nel periodo precedente la seconda guerra mondiale.
I classe K avevano uno scafo lungo 97,7 metri e largo 7,4 metri, per un pescaggio di 4,51 metri; il dislocamento con il battello in emersione si aggirava sulle 1.503 tonnellate, che salivano a 2.128 con il battello in immersione. La profondità operativa massima era di 70 metri; l'equipaggio ammontava a 65 tra ufficiali e marinai.
L'apparato propulsivo si basava su due motori diesel da 8.400 hp per la navigazione in superficie e due motori elettrici da 2.400 hp per la navigazione sott'acqua; la velocità massima toccava una punta di 22,5 nodi con il battello in emersione, mentre scendeva a 10 nodi con il battello in immersione. L'autonomia si aggirava sulle 15.000 miglia a 9 nodi di velocità in emersione, e a 160 miglia a 3 nodi in immersione.
L'armamento di artiglieria dei classe K comprendeva due cannoni antinave calibro 100 mm, collocati a prua e poppa della massiccia torre di comando centrale; per la difesa antiaerea vi erano anche due cannoni da 45 mm. L'armamento siluristico verteva su otto tubi lanciasiluri da 533 mm con 22 siluri di scorta; era inoltre possibile imbarcare e rilasciare 20 mine navali.

## Unità
Tutte le unità furono assemblate a Leningrado, per la maggior parte nel cantiere dell'Ammiragliato tranne tre unità (K-21, K-22 e K-23) varate nel cantiere Sudomekh e tre (K-54, K-55 e K-56) nel cantiere del Baltico.
| Nome | Impostazione     | Varo             | Entrata in servizio | Destino finale |
| ---- | ---------------- | ---------------- | ------------------- | --- |
| K-1  | 27 dicembre 1936 | 29 aprile 1938   | 16 dicembre 1939    | assegnato alla Flotta del Nord; scomparve tra il settembre e l'ottobre 1943 nel Mar di Kara senza lasciare alcuna traccia, si ritiene sia affondato dopo essere entrato in uno degli sbarramenti minati depositati dai tedeschi nel corso dell'operazione Wunderland dell'anno prima |
| K-2  | 27 dicembre 1936 | 29 aprile 1938   | 16 dicembre 1939    | assegnato alla Flotta del Nord; affondato il 9 settembre 1943 all'imboccatura del Tanafjord in Norvegia per l'urto con una mina |
| K-3  | 27 dicembre 1936 | 31 luglio 1938   | 27 novembre 1940    | assegnato alla Flotta del Nord; affondato il 21 marzo 1943 al largo di Båtsfjord in Norvegia per l'azione dei cacciasommergibili tedeschi UJ 1102, UJ 1106 e UJ 1111 dopo un fallito attacco a un convoglio                                                                          |
| K-21 | 10 dicembre 1937 | 16 agosto 1939   | 30 novembre 1940    | assegnato alla Flotta del Nord; trasformato in unità d'addestramento nel 1959, dal 1982 è conservato come nave museo a Murmansk |
| K-22 | 5 gennaio 1938   | 3 novembre 1938  | 15 luglio 1940      | assegnato alla Flotta del Nord; affondato il 7 febbraio 1943 davanti Kongsfjord in Norvegia per l'urto con una mina tedesca |
| K-23 | 5 febbraio 1938  | 28 aprile 1939   | 29 settembre 1940   | assegnato alla Flotta del Nord; affondato il 12 maggio 1942 al largo di Capo Nordkinn in Norvegia per l'azione dei cacciasommergibili tedeschi UJ 1101, UJ 1108 e UJ 1110 dopo un fallito attacco a un convoglio                                                                     |
| K-51 | 26 febbraio 1938 | 30 luglio 1939   | 17 settembre 1941   | assegnato alla Flotta del Baltico; radiato dal servizio il 13 marzo 1975 e avviato alla demolizione |
| K-52 | 26 febbraio 1938 | 5 dicembre 1939  | 11 ottobre 1942     | assegnato alla Flotta del Baltico; radiato dal servizio il 20 marzo 1978 e avviato alla demolizione |
| K-53 | 30 maggio 1938   | 2 settembre 1939 | 31 agosto 1943      | assegnato alla Flotta del Baltico; radiato dal servizio l'11 febbraio 1960 e avviato alla demolizione |
| K-54 | 30 aprile 1937   | 8 marzo 1941     | mai completato      | lo scafo incompleto fu demolito a Leningrado nel 1949 |
| K-55 | 29 aprile 1937   | 7 febbraio 1941  | 25 dicembre 1944    | assegnato alla Flotta del Baltico; radiato dal servizio l'11 settembre 1954 e avviato alla demolizione |
| K-56 | 17 ottobre 1937  | 29 dicembre 1940 | 25 novembre 1942    | assegnato alla Flotta del Baltico; radiato dal servizio il 30 dicembre 1956 e avviato alla demolizione |